# Tin Srbić
Tin Srbić (Zagreb, 11. rujna 1996.) je hrvatski gimnastički reprezentativac. Član je zagrebačkog ZTD Hrvatskog sokola i student Sveučilišta u Slavonskom Brodu.
Srbić je na Svjetskom gimnastičkom prvenstvu u Montrealu 2017. osvojio zlato i postao svjetski prvak na preči što je najveći uspjeh u povijesti hrvatske gimnastike. Iste godine proglašen je za Hrvatskog sportaša godine kao drugi hrvatski gimnastičar u povijesti u izboru Sportskih novosti. Na Europskom prvenstvu u poljskom Szczecinu 2019. godine osvojio je srebrnu medalju s najvišom ocjenom za vježbu u karijeri.
Tin je 2019. na Svjetskom gimnastičkom prvenstvu u Stuttgartu osvojio srebrnu medalju čime je postao najuspješniji hrvatski gimnastičar na Svjetskim prvenstvima osvojivši dvije od četiri hrvatske medalje. Na natjecanjima Svjetskog kupa Srbić je do lipnja 2021. osvojio 15 medalja, od toga osam zlata. 

## Uspjesi
Član je ZTD Hrvatski sokol od 2000. godine. Bio je hrvatski kadetski reprezentativac. Od 2006. godine uspješno se natječe na međunarodnim turnirima.
Na međunarodnom turniru u Innsbrucku 2009. kao kadetski reprezentativac pobijedio je. Pobijedio je i na VPH u Zagrebu, osvojio je svih šest zlata na PPH, bio je iste godine treći na Rhental kupu u Švicarskoj te drugi na izrazito jakom turniru u Linzu.
2015. je važio kao najtalentiraniji mladih hrvatski gimnastičar. Bio je četvrti junior Europe na preči. Zbog promjene rasporeda natjecanja koja je objavljena vrlo kasno, nije stigao doznati za to te je ožujka 2015. zakasnio na završnicu Svjetskog kupa koja se održala u Cottbusu, svojoj prvoj seniorskoj završnici Svjetskog kupa. Natjecao se na preči.
Sudionik europskog prvenstva u gimnastici koje se održalo u Montpellieru od 15. do 19. travnja.
Na svjetskom gimnastičkom kupu u Ljubljani travnja 2016. osvojio je broncu na preči, a nešto prije iste godine na natjecanju u Bakuu također je osvojio broncu.
Na svjetskom gimnastičkom kupu u Kopru u svibnju 2017. osvojio je zlato na preči.
Srbić je na Svjetskom gimnastičkom prvenstvu u Montrealu 2017. osvojio zlato i postao svjetski prvak na preči što je najveći uspjeh u povijesti hrvatske gimnastike.
Iste godine proglašen je za hrvatskog sportaša godine kao drugi hrvatski gimnastičar u povijesti u izboru Sportskih novosti.
Krajem 2017., Međunarodna gimnastička federacija (FIG) dodijelila mu je naslov gimnastičara svjetske klase.
Na Svjetskom kupu u katarskoj Dohi krajem ožujka 2018. osvojio je zlato izvodeći dotad najtežu vježbu u karijeri. Dva mjeseca kasnije slavio je i na domaćem terenu na Svjetskom kupu u Osijeku, obranivši prošlogodišnji naslov prvaka.
Na Europskom gimnastičkom prvenstvu u poljskom Szczecinu 2019. godine Srbić je osvojio srebrnu medalju s najvišom ocjenom za vježbu u karijeri.
Srbić je 2019. na Svjetskom gimnastičkom prvenstvu u Stuttgartu osvojio srebrnu medalju čime je postao najuspješniji hrvatski gimnastičar na Svjetskim prvenstvima osvojivši dvije od četiri hrvatske medalje.
Na turniru Svjetskog kupa u Varni u svibnju 2021. godine Srbić je dobio jednu od najviših ocjena u karijeri - 14,850 te osvojio osmo zlato u karijeri u Svjetskom kupu. Srbiću je to 15. medalja ukupno u Svjetskom kupu.
Osvojio je srebro u preči na Svjetskom kupu u Mersinu, 23. odličje u tridesetom nastupu u Svjetskom kupu.

## Vanjske poveznice
- YouTube: Tin Srbić je svjetski prvak u gimnastici 2017. godina
- YouTube: Tin Srbić osvojio srebro na SP u gimnastici 2019. godine
- YouTube: Tin Srbić Srebrni na EP u gimnastici 2019. godine